# Глубокояр
Глубокояр (укр. Глибокояр) — село, относится к Захарьевскому району Одесской области Украины.
Население по переписи 2001 года составляло 174 человека. Почтовый индекс — 66702. Телефонный код — 4860. Занимает площадь 0,61 км². Код КОАТУУ — 5125255105.

## Местный совет
66700, Одесская обл., Захарьевский р-н, пгт. Захарьевка, ул. Комсомольская, 59